# Luis Manuel Orejuela
Luis Manuel Orejuela (Cali, 20 de agosto de 1995) es futbolista colombiano. Juega de lateral derecho y actualmente es jugador del Deportivo Cali de la Categoría Primera A de Colombia.

## Trayectoria

### Deportivo Cali
Inició su carrera futbolística en la Escuela Recuerdos De Olimpia del Profesor Edgar Mora, pasando de allí a las Divisiones menores del Deportivo Cali, exactamente en la satélite Cali Sanin.

### Ajax de Ámsterdam
El 8 de agosto de 2017 es oficializada su venta por 3.6 millones de Euros al Ajax de Ámsterdam de la Eredivisie de Países Bajos. Su debut oficial se produjo el 20 de septiembre en la goleada como visitante 5-1 contra Scheveningen por la Copa de Holanda jugando todo el partido, pero no deslumbró en Europa y volviendo a Sudamérica para firmar con el club brasileño Cruzeiro EC.

### Cruzeiro
El 4 de enero de 2019 llegó a Belo Horizonte para firmar con Cruzeiro. Debuta el 24 de enero en la victoria por la mínima sobre Clube Atlético Patrocinense. El 26 de octubre marca su primer gol con el club en el empate 1-1 frente a Fortaleza.

### Sao Paulo
El 11 de marzo se confirma como nuevo jugador de Sao Paulo de la Serie A de Brasil firmando hasta el 1 de marzo de 2025. Debuta el 12 de mayo como titular marcando gol a los cuatro minutos de su debut en el que sería el empate final a un gol en su visita a CA Rentistas por la Copa Libertadores 2021.

## Selección nacional
Debuta con la tricolor el 26 de marzo de 2019 frente a Corea del Sur donde pierden 2 por 1, siendo destacado por su  labor en la banda derecha. El 17 de noviembre de 2020 debutó de forma oficial en la selección por las Eliminatorias a Catar 2022 en la derrota 6-1 contra Ecuador jugando los primeros 40 minutos del partido, saliendo por Luis Muriel.

### Categorías inferiores

#### Participaciones en Torneos Juveniles
| Campeonato                          | Sede                       | Resultado                  | PJ | GA | Asis |
| ----------------------------------- | -------------------------- | -------------------------- | -- | -- | ---- |
| Torneo Esperanzas de Toulon de 2013 | Francia                    | Subcampeón                 | 2  | 0  | 0    |
| Sudamericano Sub-20 de 2015         | Uruguay                    | Subcampeón                 | 7  | 0  | 0    |
| Total en Torneos Juveniles          | Total en Torneos Juveniles | Total en Torneos Juveniles | 9  | 0  | 0    |

### Selección absoluta

#### Participaciones enEliminatorias al Mundial
| Eliminatoria                        | Sede del Mundial | Posición      | Resultado | PJ | GA | Asis |
| ----------------------------------- | ---------------- | ------------- | --------- | -- | -- | ---- |
| Eliminatorias Mundial de Catar 2022 | Catar            | 6°lugar 23pts | Eliminado | 1  | 0  | 0    |

## Estadísticas
| Club                                         | Div.                | Temporada           | Liga  | Liga  | Copas | Copas | Internacional | Internacional | Total | Total |
| Club                                         | Div.                | Temporada           | Part. | Goles | Part. | Goles | Part.         | Goles         | Part. | Goles |
| -------------------------------------------- | ------------------- | ------------------- | ----- | ----- | ----- | ----- | ------------- | ------------- | ----- | ----- |
| Deportivo Cali · Colombia                    | 1ª                  | 2013                | 0     | 0     | 1     | 0     | -             | -             | 1     | 0     |
| Deportivo Cali · Colombia                    | 1ª                  | 2014                | 1     | 0     | 1     | 0     | -             | -             | 2     | 0     |
| Deportivo Cali · Colombia                    | 1ª                  | 2015                | 4     | 0     | 2     | 0     | -             | -             | 6     | 0     |
| Deportivo Cali · Colombia                    | 1ª                  | 2016                | 24    | 1     | 4     | 0     | 1             | 0             | 29    | 1     |
| Deportivo Cali · Colombia                    | 1ª                  | 2017                | 25    | 2     | 5     | 1     | 4             | 0             | 34    | 3     |
| Deportivo Cali · Colombia                    | Total               | Total               | 54    | 3     | 13    | 1     | 5             | 0             | 72    | 4     |
| Jong Ajax · (cedido) · Países Bajos          | 2ª                  | 2017-18             | 16    | 1     | -     | -     | -             | -             | 16    | 1     |
| Jong Ajax · (cedido) · Países Bajos          | Total               | Total               | 16    | 1     | 0     | 0     | 0             | 0             | 16    | 1     |
| Ajax · Países Bajos                          | 1ª                  | 2017-18             | 1     | 0     | 3     | 0     | -             | -             | 4     | 0     |
| Ajax · Países Bajos                          | Total               | Total               | 1     | 0     | 3     | 0     | 0             | 0             | 4     | 0     |
| Cruzeiro · Brasil                            | 1ª                  | 2019                | 28    | 2     | 3     | 0     | 4             | 0             | 35    | 2     |
| Cruzeiro · Brasil                            | Total               | Total               | 28    | 2     | 3     | 0     | 4             | 0             | 35    | 2     |
| Grêmio · (cedido) · Brasil                   | 1ª                  | 2020                | 25    | 1     | 0     | 0     | 6             | 0             | 31    | 1     |
| São Paulo · Brasil                           | 1ª                  | 2021                | 9     | 0     | 3     | 0     | 3             | 1             | 15    | 1     |
| Grêmio · (cedido) · Brasil                   | 1ª                  | 2022                | 7     | 0     | 1     | 0     | 0             | 0             | 8     | 0     |
| Grêmio · (cedido) · Brasil                   | Total               | Total               | 32    | 1     | 1     | 0     | 6             | 0             | 39    | 1     |
| Atletico Paranaense · (cedido) · Brasil      | 1ª                  | 2022                | 11    | 1     | 0     | 0     | 4             | 0             | 15    | 1     |
| Atletico Paranaense · (cedido) · Brasil      | Total               | Total               | 11    | 1     | 0     | 0     | 4             | 0             | 15    | 1     |
| São Paulo · Brasil                           | 1ª                  | 2023                | 7     | 0     | 1     | 0     | -             | -             | 8     | 0     |
| Ceará · (cedido) · Brasil                    | 2ª                  | 2023                | 0     | 0     | -     | -     | -             | -             | 0     | 0     |
| Ceará · (cedido) · Brasil                    | Total               | Total               | 0     | 0     | 0     | 0     | 0             | 0             | 0     | 0     |
| Independiente Medellín · (cedido) · Colombia | 1ª                  | 2023                | 20    | 1     | 2     | 0     | -             | -             | 22    | 1     |
| Independiente Medellín · (cedido) · Colombia | 1ª                  | 2024                | 15    | 0     | -     | -     | 5             | 0             | 20    | 0     |
| Independiente Medellín · (cedido) · Colombia | Total               | Total               | 35    | 1     | 2     | 0     | 5             | 0             | 42    | 1     |
| São Paulo · Brasil                           | 1ª                  | 2024                | 0     | 0     | -     | -     | -             | -             | 0     | 0     |
| São Paulo · Brasil                           | Total               | Total               | 16    | 0     | 4     | 0     | 3             | 1             | 23    | 1     |
| Total en su carrera                          | Total en su carrera | Total en su carrera | 197   | 9     | 26    | 1     | 27            | 1             | 250   | 12    |

### Selección de Colombia
| Sub-20 · Colombia                                                             | 2015                       | — | — | 7 | 0 | — | — | 7  | 0 |
| Sub-20 · Colombia                                                             | Total                      | 0 | 0 | 0 | 0 | 0 | 0 | 0  | 0 |
| Sub-21 · Colombia                                                             | 2014                       | 2 | 0 | — | — | — | — | 2  | 0 |
| Sub-21 · Colombia                                                             | Total                      | 2 | 0 | 0 | 0 | 0 | 0 | 2  | 0 |
| Mayores · Colombia                                                            | 2019                       | 4 | 0 | — | — | — | — | 4  | 0 |
| Mayores · Colombia                                                            | 2020                       | — | — | 1 | 0 | — | — | 1  | 0 |
| Mayores · Colombia                                                            | Total                      | 4 | 0 | 1 | 0 | 0 | 0 | 5  | 0 |
| Total Selecciones Colombia                                                    | Total Selecciones Colombia | 6 | 0 | 8 | 0 | 0 | 0 | 14 | 0 |
| (1) Incluye los partidos: Campeonato Sudamericano y Eliminatoria mundialista. |                            |   |   |   |   |   |   |    |   |

## Palmarés

### Títulos locales
| Título                     | Equipo         | País     | Año  |
| -------------------------- | -------------- | -------- | ---- |
| Campeonato Postobon Sub-19 | Deportivo Cali | Colombia | 2012 |

### Títulos regionales
| Título              | Equipo    | País   | Año  |
| ------------------- | --------- | ------ | ---- |
| Campeonato Mineiro  | Cruzeiro  | Brasil | 2019 |
| Campeonato Gaúcho   | Grêmio    | Brasil | 2020 |
| Campeonato Paulista | São Paulo | Brasil | 2021 |

### Títulos nacionales
| Título                | Equipo         | País         | Año     |
| --------------------- | -------------- | ------------ | ------- |
| Superliga de Colombia | Deportivo Cali | Colombia     | 2014    |
| Torneo Apertura       | Deportivo Cali | Colombia     | 2015    |
| Eerste Divisie        | Jong Ajax      | Países Bajos | 2017-18 |

### Títulos internacionales
| Título              | Equipo          | País | Año  |
| ------------------- | --------------- | ---- | ---- |
| Juegos Bolivarianos | Colombia Sub-18 | Perú | 2013 |